# Apocephalus lanceatus
Apocephalus lanceatus är en tvåvingeart som beskrevs av Borgmeier 1925. Apocephalus lanceatus ingår i släktet Apocephalus och familjen puckelflugor. Inga underarter finns listade i Catalogue of Life.